# Малий Правутин
Мали́й Пра́вутин — село в Україні, у Берездівській сільській громаді Шепетівського району Хмельницької області. Розташоване за 50 кілометрів від міста Славута.  Населення становить 488 осіб.

## Географія
Малий Правутин розташований в східній частині Волинської височини. Рельєф території слабо хвилясторівнинний з вираженим мікрорельєфом у вигляді мікропідвищень. Близько до поверхні підходять підземні води. Весною можуть бути на низинах до 1 метра, у середині літа до 2,5 метрів. Основною ґрунтовою породою є лесовидні суглинки, які підстеляються на глибині 1-1,5 метри воднольодовиковими пісками.
На відстані 1 кілометра від села протікає пересихаюча річка Січанка. Інші природні водоймища відсутні.

### Клімат
Клімат помірно континентальний. Найнижча температура −34 градуси за Цельсієм спостерігалась 18 січня 1949 року. Найвища +36 градусів за Цельсієм наприкінці липня 1958 року. Перші приморозки спостерігаються переважно у середині жовтня. Сніговий покрив утворюється здебільшого на початку грудня та зникає в середині березня.

### Корисні копалини
У північно-західній частині села спостерігаються поклади поклади будівельного каменю.

## Історія

### Заснування
Землі, на яких лежить Малий Правутин, населяли східнослов'янські племена древлян. У 10 столітті вони входили до складу Київської Русі. Після її розпаду переходили то до Волинського, то до Київського князівств. Згодом були приєднані до Галицько-Волинського князівства. У 1264 році територія підпадає під владу Литви, а 1569 року Польщі. Тоді ці землі стають власністю Острозьких. Саме на кінець 16 століття і припадає заснування села. У 1618 році великих руйнувань від нападу татар зазнає сусідній Берездів. Саме тоді за легендою у лісі неподалік Малого Правутина відбувається битва, у пам'ять ліс отримав назву Січ, а річка Січанка. На місці битви залишився курган, де поховані загиблі у бою.

### Походження назви
Існує дві легенди щодо походження назви села. Перша розповідає, що Острозькі в свій час поставили своїх управителів, які б доглядали ліс та обробляли землі. У Малому Правутині сидів малий, тобто менший за чином правитель, а у сусідньому Великому Правутині великий, тобто старший правитель. Інша легенда пов'язує назву Правутин зі словом «тин». Ґрунтується на тому, що поселення ймовірно було засноване селянами-втікачами, які обгороджували свої двори тинами для захисту. Найвірогіднішою на сьогодні версією вважається походження назви від слов'янського імені Правута.

### Малий Правутин у1812–1920роках

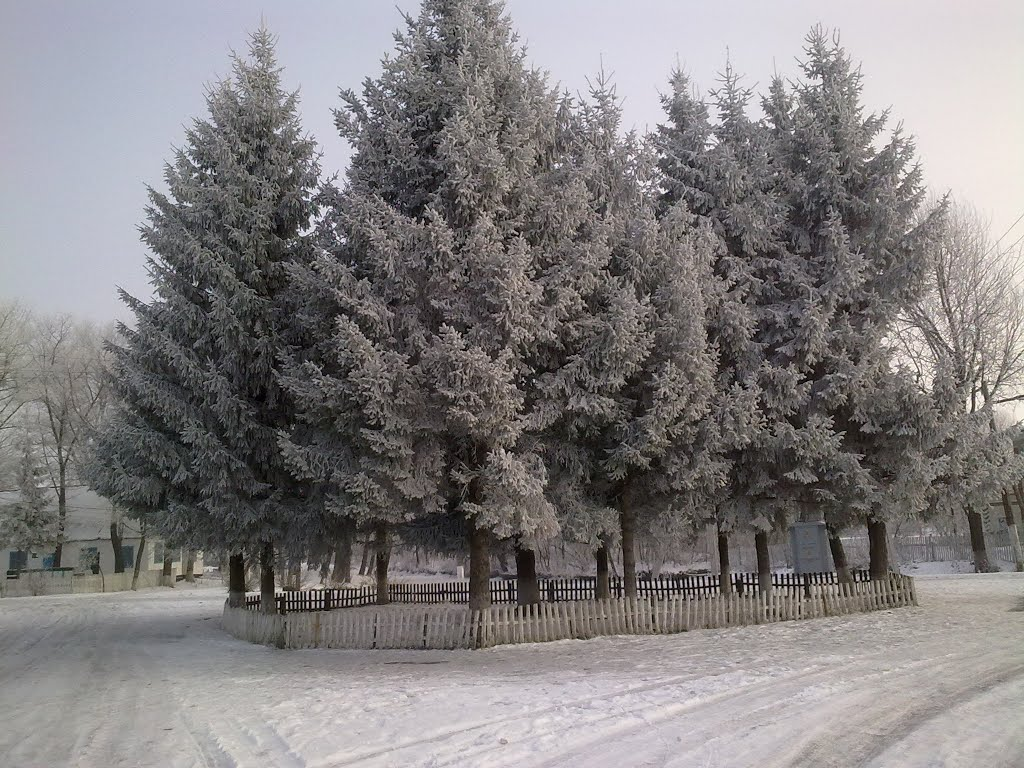
Ялинки в центрі села, січень 2010 рік

З архівних джерел історія села відома з початку 19 століття. З 1812 року землі Малого та Великого Правутинів належали братам Модесту та Ромуальду Стоцьким відповідно. Модест також володів хутором за 6 кілометрів від села (теперішня Модестівка). Після 1793 року Малий Правутин разом з іншими території входив до складу Берездівської волості, Новоград-Волинського повіту, Волинської губернії, Російської імперії.
15 лютого 1847 землевласник Антон Воронич купив у братів Стоцьких маєтки Великого та Малого Правутинів. За два села він заплатив 33386 карбованців сріблом. Щорічний прибуток поміщика з двох сіл становив 4181 карбованців.
У 1862 році у селяни викупили у Воронича 894 десятини землі за ціною 8037 карбованців. Того ж року у селі відкрито сільську школу. 10 січня 1886 року її перетворено у «Школу грамотности духовного ведомства», яка була розташована в громадському будинку. На її утримання щороку відпускалось 33 карбованці від селян. У школі навчалось 16 хлопців. У 1891 син Антона Воронича Іван продає маєток у Малому Правутині Емілії Миколаївні Монке-Мончинській. Саме вона засадила свою садибу великою кількістю аличі та обгородила ясенами. Більшість дерев збереглися до сьогодні.
У 1895 році починає діяти церква, до того селяни Малого Правутина відносились до Хвощівського приходу.
На початок 1905 року населення села становило 739 жителів (120 господарств).
За даними «Нарису селянського господарства Новоград-Волинського повіту» у 1910 році нараховувалось 118 господарств (з них українцям належало — 116, євреям — 2).
Під час Першої світової війни село знаходилось в прифронтовій зоні. Деякі селяни були задіяні в окопних роботах. Зменшилась кількість тяглової сили, з'явились труднощі з постачанням у село реманенту і навіть простих знарядь праці.
7 (20) листопада 1917 року, відповідно до Третього Універсалу Української Центральної Ради, увійшло до складу Української Народної Республіки.
Після Жовтневого перевороту Емілія Монке-Мончинська нашвидкоруч продає майно і тікає з села.
У лютому 1918 року село займають австрійські війська, а за декілька місяців Малий Правутин переходить армії УНР. Протягом 1918–1919 років Малий Правутин кілька разів захоплювала польська армія. Влітку 1920 року у селі проходили бої між Червоною та польською арміями. У листопаді 1920 року село остаточно захоплене більшовиками.

### У міжвоєнний період
Після закінчення Громадянської війни Малий Правутин відійшов до Берездівської волості, але залишився у складі Новоград-Волинського повіту, Волинської губернії. У 1921 році в селі створено Комітет незаможних селян. Весною 1921 року обрано склад сільської ради, якій також підпорядковувалось село Великий Правутин.
У березні 1923 року Малий Правутин входить до новоутвореного Берездівського району, у липні 1924 — до Ганнопільського району, з 1931–1935 до Славутського району, з лютого 1935 знову до Берездівського.
В листопаді 1926 від Малоправутинської сільської ради від'єднано село Великий Правутин.
Під час Колективізації у Малому Правутині створений повстанський загін селян, чисельністю близько 50 чоловік, які переховувались у навколишніх лісах. У 1930 майже весь загін знищено загонами ОДПУ.
У тому ж році створено колгосп, названий «Паризька комуна».
У квітні 1932 село разом з усім Славутським районом приєднано до Вінницької області, у складі якої воно перебувало до 1937 року.
Восени 1937 року місцеву церкву перебудовано на клуб.

#### Голодомор та репресії
Голодомор зачепив і майже прикордонне село Малий Правутин. В середніх числах квітня 1933 року взагалі не мали хліба, харчувались різними сурогатами, а іноді і падаллю 22 родини одноосібників — середняків і бідняків; колгоспників — 4 родини, з них 1 сім'я активіста-колгоспника. Станом на 12 червня 1933 року голодувало 100 сімей. Крім зафіксовані випадки, коли населення вживає для харчування трупи мертвих тварин.
Витяг з повідомлення СОЧ 20 СПЗ ДПУ секретарю Славутського райкому КП(б)У про збирання врожаю та хлібопоставки, 17 вересня 1933 року:
Стремление к сокрытию хлеба. с. М. Правутин, Славутского р-на: Середняк-единоличник — Остапчук С. Г. в разговоре с другими единоличниками, у плоскости недовольства на тяжесть хлебопоставок заявил: «Надо хлеб спрятать и не дать в заготовку, нам ничего не сделают зато останется хлеб».(Ориентирован председатель сельсовета)
с. М. Правутин, Славутского р-на:
Колхозник из середняков — ТКАЧУК Василий являющийся руководителем по скирдовке хлеба, среди колхозников свой бригады, во время направления хлеба в скирды говорил: «Зачем нам работать в то время, когда нас не кормят. Надо отказаться от скирдования, пусть хлеб гибнет от дождя, тогда власть будет знать до чего она довела людей. Смотрите сколько у нас имеется хлеба, а колхозники будут голодать, т. к. Государство хлеб всё равно заберёт, при Соввласти хорошо не жили и не будем жить».
Всього в селі від голоду померла 61 особа.
Під час репресій 30-х років розстріляно 19 чоловік.

### Друга світова війна
Німецькі війська зайняли село 6 липня 1941 року. Малий Правутин віднесли до Берездівської районної управи, Шепетівського округу, генерал-комісаріату Волині та Поділля, Рейхкомісаріату Україна. Восени 1941 року була відрита початкова школа, яка перестала діяти весною 1943 року. 7 липня 1943 року саме приміщення школи спалене радянськими партизанами. За час німецької окупації в селі розстріляна 1 людина.
На роботи до Німеччини протягом 1942–1943 років відправлено 73 юнаків та дівчат.
Радянські війська увійшли в Малий Правутин 13 січня 1944 року.

### Післявоєнний час
У 1950 році проведено укрупнення колгоспів, за яким було об'єднано колгоспи Малого та Великого Правутинів. Було об'єднано також і партійну організацію.
У вересні 1959 року ліквідовано Берездівський район, Малий Правутин відійшов до Славутського району, з 1963 до 1965 року до Шепетівського, з 1965 року до Славутського району і з 2020 року — до Шепетівського району Хмельницької області.
У 1970 році відкрито пам'ятник загиблим радянським солдатам.
У 1973 році побудоване нове адміністративне приміщення сільської ради.
У 1974 році відкрита середня школа.

### Роки незалежності

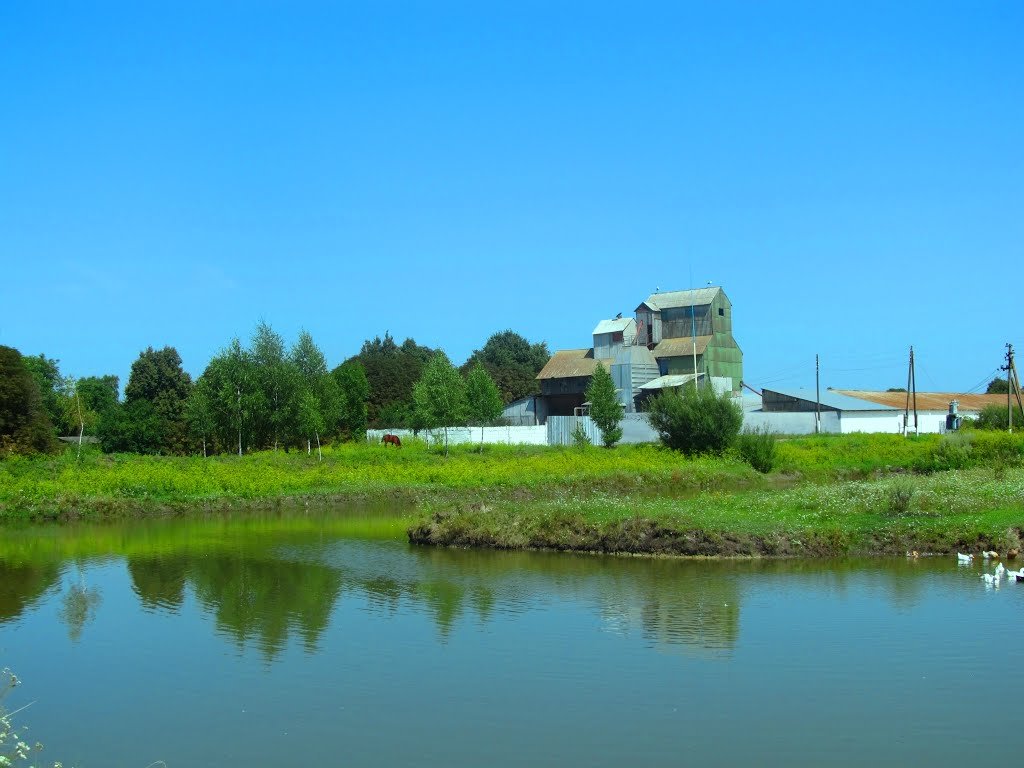
СФП «Світанок»

У 1991 році роз'єднано Малоправутинську та Великоправутинську сільські ради.
Після здобуття незалежності, жителями села недопущено руйнування сільського господарства. Функціонує селянсько-фермерське підприємство «Світанок», створене на базі колишнього колгоспу.
З 2011 року йде будівництво храму, який розташується в центрі села.
12 червня 2020 року, відповідно до розпорядження Кабінету Міністрів України № 727-р «Про визначення адміністративних центрів та затвердження територій територіальних громад Хмельницької області», увійшло до складу Берездівської сільської громади.
19 липня 2020 року, в результаті адміністративно-територіальної реформи та ліквідації Славутського району, село увійшло до складу Шепетівського району.

## Населення
Згідно з переписом УРСР 1989 року чисельність наявного населення села становила 721 особа, з яких 315 чоловіків та 406 жінок.
За переписом населення України 2001 року в селі мешкало 617 осіб. 100 % населення вказало своєю рідною мовою українську мову.
Населення села на 1 січня 2010 року становить 623 чоловіки.

## Символіка
Затверджена в жовтні 2015 року рішенням сесії сільської ради.

### Герб
Щит розтятий срібним і лазуровим. У першій частині дві червоні козацькі шаблі в косий хрест, супроводжувані внизу трьома лазуровими трикутниками, двома і одним. У другій частині сім золотих восьмипроменевих зірок, одна, дві, одна, дві і одна, супроводжувані внизу трьома срібними трикутниками, двома і одним. Щит вписаний в золотий декоративний картуш і увінчаний золотою сільською короною. Унизу картуша напис «МАЛИЙ ПРАВУТИН» і дата «1590».
Схрещені шаблі — символ битви козаків з татарами, що відбулася поблизу села. Трикутники — козацькі кургани, символ місцевості, що носить назву Січанка. Малий Правутин лежав на шляху, яким чумаки їздили по сіль, сім зірок — символ Чумацького шляху. Корона означає статус поселення.

### Прапор
Квадратне полотнище розділене вертикально на дві рівновеликі смуги, древкову білу і вільну синю. На древковій частині дві червоні козацькі шаблі в косий хрест, на вільній — сім жовтих восьмипроменевих зірок, одна, дві, одна, дві і одна. Знизу на древковій частині виходить два синіх, на вільній — два білих трикутники на 1/4 висоти прапора.

## Освіта і культура
- 1862 рік — Малоправутинська сільська школа;
- 1886 рік — Школа розміщується в «Общественном доме», навчається 16 селянських хлопців;
- 1927 рік — у Малому Правутині у віці 16-35 років було 64 неписьменних. Побудоване нове приміщення школи;
- 1941 рік — початкова школа налічувала 134 учні та 4 вчителі;
- 1943 рік — школа була спалена партизанами;
- 1944 рік — розпочала роботу початкова школа;
- 1968 рік — відкрита Малоправутинська восьмирічна школа;
- 1974 рік — відкрита Малоправутинська середня школа;
- 1999 рік — створене Малоправутинське навчально-виховне об'єднання.
- 2003 рік — Малоправутинський навчально-виховний комплекс «Дошкільний навчальний заклад- середня загальноосвітня школа І-ІІІ ступенів».

З 1937 року функціонує будинок культури.

## Транспорт
Щодня курсують рейсові автобуси до Славути та Нетішина

## Вулиці
Офіційні назви (народні назви)
- Польова (Забарська)
- Садова (Правутенська)
- Центральна (Берездівська)
- Шкільна (Манятенська)

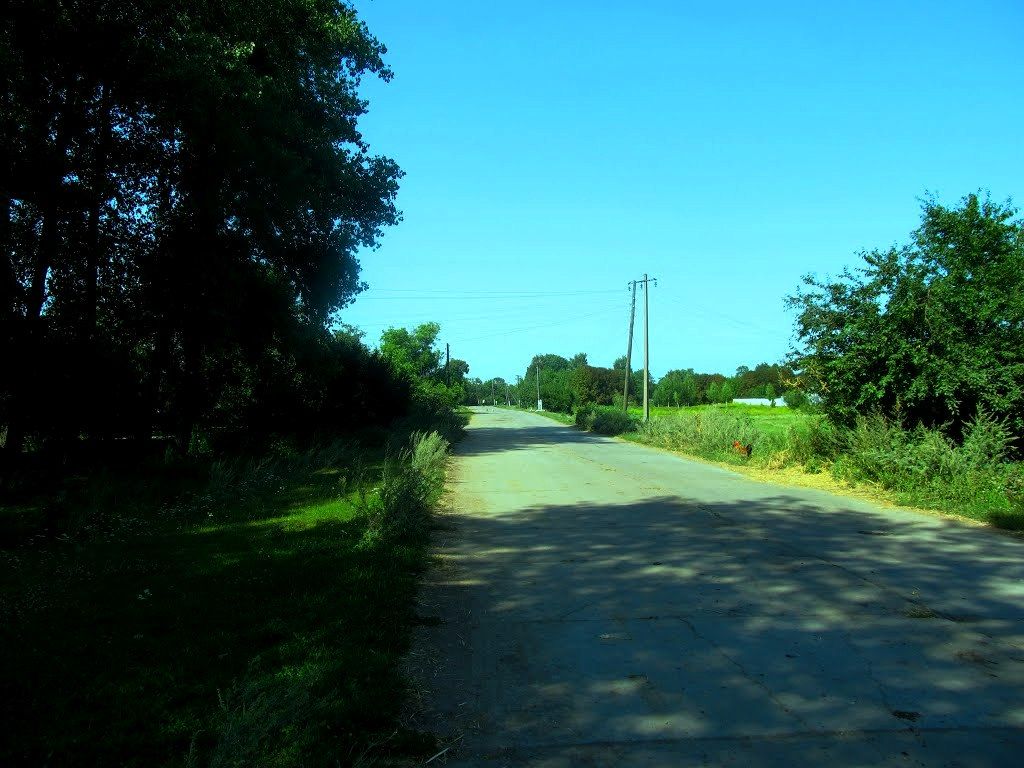
Шкільна (Манятенська) вулиця

Народні назви вулиць збігаються з назвою села, у бік якого вони ведуть.

## Персоналії пов'язані з селом
- Островський Микола Олексійович — радянський письменник був відповідальний за створення сільських рад в селах Берездівщини та Малому Правутині зокрема.
- Сукач Андрій Сергійович (1995—2023) — солдат Збройних сил України, учасник російсько-української війни.